# Powidz (Groot-Polen)
Powidz is een dorp in het Poolse woiwodschap Groot-Polen, in het district Słupecki. De plaats maakt deel uit van de gemeente Powidz en telt 1000 inwoners.

## Verkeer en vervoer
- Station Powidz